# Marianne Ahrne
Siv Marianne Ahrne, née le 25 mai 1940, est une réalisatrice et scénariste suédoise.
Elle a réalisé dix films entre 1970 et 1997. Son film de 1976, Långt borta och nära (sv), a remporté le prix Guldbagge de la meilleure réalisation. Son film de 1978, Frihetens murar (sv), a été présenté au 11e Festival international du film de Moscou.
Selon l'historienne du cinéma Gwendolyn Audrey Foster (en) Ahrne a été l'une des premières femmes à réaliser des films documentaires en Suède. Foster note par ailleurs que les films d'Ahrne ont reçu peu d'attention aux États-Unis.

## Biographie
Née le 25 mai 1940 à Lund, Ahrne grandit à Falköping avec ses grands-parents.
Elle étudie à l'université de Lund où elle obtient une maîtrise en arts en 1965.
Elle est chargée de cours à l'université d'Umeå de 1966 à 1967 et suit le programme de réalisation de films à l'Institut suédois du film de 1967 à 1969.
Elle a également été critique littéraire pour Svenska Dagbladet et critique de cinéma pour le magazine Chaplin.
Après une série de courts métrages et de documentaires tournés en Suède et dans de nombreux autres pays européens à partir de 1967, elle fait ses débuts dans le long métrage en 1976 avec Långt borta och nära qui remporte le prix Guldbagge de la meilleure réalisation. Ce film dépeint la relation entre un travailleur de la santé mentale et un patient muet, un thème qu'elle a développé dans son premier roman Äppelblom och ruiner (1980).

## Filmographie

### Cinéma
- 1976 : Långt borta och nära (sv)
- 1978 : Frihetens murar (sv)
- 1989 : Flickan vid stenbänken (sv)

### Série télévisée
- 1983 : Den tredje lyckan
- 1989 : Maskrosbarn
- 1989 : Flickan vid stenbänken
- 1991 : Rosenholm (18x30 min, för TV4)
- 2018 : På spåret (TV-serie)

## Œuvres

### Romans
- 1980 : Äppelblom och ruiner
- 1983 : Den tredje lyckan
- 1990 : Katarina Horowitz drömmar
- 1992 : Äventyr, vingslag
- 1994 : Och tänk den fagra prinsessan
- 1998 : Fader okänd (roman partiellement autobiographique)
- 1999 : Lejon, kackerlackor och en mycket värdefull hund
- 2001 : Falköpings fångna leoparder
- 2004 : Jag har hört kamelerna sjunga och andra berättelser

### Théâtre
- 1987 : Miraklet (mise en scène et traduction, Länsteatern i Jönköping)
- 1990 : Dybbyk (mise en scène, théâtre radiophonique)
- 1997 : I dödsskuggans dal (co-auteur)